# مانويل فرنانديز ألفاريز
مانويل فرنانديز ألفاريز (بالإسبانية: Manuel Fernández Álvarez)‏ هو مؤرخ ومؤلف إسباني، ولد في 7 نوفمبر 1921 في مدريد في إسبانيا، وتوفي في 19 أبريل 2010 في سلامنكا في إسبانيا.